# Torsor

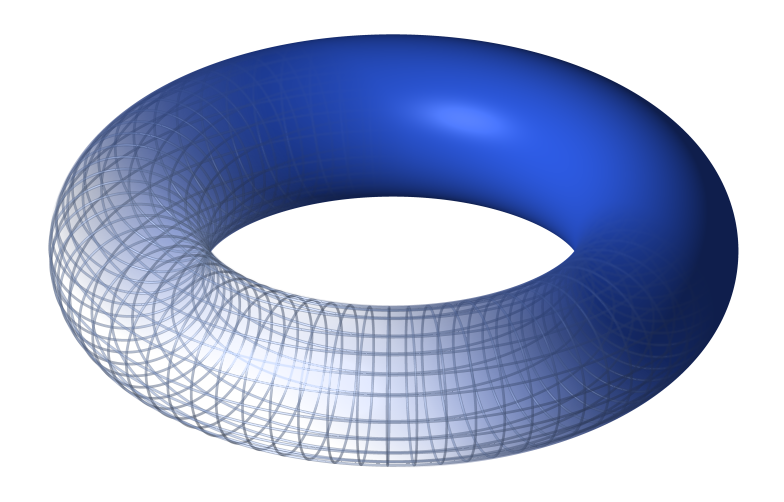
Un toro. El tor estàndard és homogeni sota els seus grups de difeomorfisme i homeomorfisme, i el tor pla és homogeni sota els seus grups de difeomorfisme, homeomorfisme i isometria

En matemàtiques, un espai homogeni principal, o torsor, per a un grup G és un espai homogeni X per a G en el qual el subgrup estabilitzador de cada punt és trivial. De manera equivalent, un espai homogeni principal per a un grup G és un conjunt no buit X sobre el qual G actua de manera lliure i transitiva (és a dir, que, per a qualsevol x, y en X, existeix un g únic en G tal que x·g = y, on · denota l'acció (dreta) de G sobre X). Una definició anàloga s'aplica en altres categories, on, per exemple,
- G és un grup topològic, X és un espai topològic i l'acció és contínua,
- G és un grup de Lie, X és una varietat llisa i l'acció és suau,
- G és un grup algebraic, X és una varietat algebraica i l'acció és regular.

Si G és no abelià, s'ha de distingir entre els torstors esquerre i dret segons si l'acció és a l'esquerra o a la dreta. En aquest article, utilitzarem les accions correctes.
Per indicar la definició de manera més explícita, X és un G -torsor o G -espai homogeni principal si X no és buit i està equipat amb un mapa (en la categoria adequada) X × G → X tal que
x ·1 = x
x ·(gh) = (x · g)· h per a tot x ∈ X i tot g,h ∈ G
i tal que el mapa X × G → X × X donat per
{\displaystyle (x,g)\mapsto (x,x\cdot g)}
és un isomorfisme (de conjunts, o espais topològics o..., segons correspongui, és a dir, de la categoria en qüestió).
Cal tenir en compte que això vol dir que X i G són isomòrfics (a la categoria en qüestió; no com a grups). Tanmateix — i aquest és el punt essencial — no hi ha cap punt d'identitat preferit a X. És a dir, X s'assembla exactament a G, excepte que el punt en què s'ha oblidat la identitat. (Aquest concepte s'utilitza sovint en matemàtiques com una manera de passar a un punt de vista més intrínsec, sota l'epígraf "llençar l'origen").